# 4 (liczba)
4 (cztery) – liczba naturalna następująca po 3 i poprzedzająca 5. 4 jest też cyfrą wykorzystywaną do zapisu liczb w różnych systemach liczbowych, np. w  ósemkowym, dziesiętnym i szesnastkowym.
4. dniem w roku jest 4 stycznia, a 4. miesiącem w roku jest kwiecień; zobacz 4 rok n.e.

## Matematyka
Liczba 4 jest:

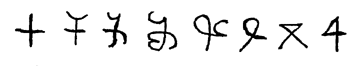
Zapis cyfry 4 zmieniający się w czasie

- najmniejszą naturalną liczbą złożoną,
- jedynym niebędącym liczbą pierwszą indeksem wyrazu ciągu Fibonacciego będącego liczbą pierwszą.

W systemie dziesiętnym liczba całkowita jest podzielna przez 4 wtedy i tylko wtedy, gdy liczba utworzona z jej dwóch ostatnich cyfr jest podzielna przez 4.

## Nauka
- liczba atomowa berylu
- obiekt na niebie Messier 4
- galaktyka NGC 4
- planetoida (4) Westa

## Kultura
- cztery główne strony świata (NWSE)
- cztery pory roku (a także cztery kwartały)

W chrześcijaństwie:
- czterej Ewangeliści: Marek, Mateusz, Łukasz i Jan;
- czterej jeźdźcy Apokalipsy;
- cztery grupy tajemnic różańcowych: część radosna, część światła, część bolesna, część chwalebna;
- czwartego dnia Bóg stworzył ciała niebieskie;
- adwent rozpoczyna się 4 niedziele przed Uroczystością Narodzenia Pańskiego;
- według tradycji oczekiwanie na przyjście Mesjasza trwało cztery tysiące lat;
- cztery cnoty kardynalne;
- cztery rzeczy ostateczne człowieka.

W Azji:
- tetrafobia (strach przed liczbą 4) – w Japonii czwórka (jap. 四 shi) uważana jest za liczbę pechową, gdyż jest homofonem wyrazu oznaczającego śmierć (jap. 死 shi).